# كزلمة
الغُزلِـمَة أو الكُزلِـمَة (بالعثمانية: كوزلمه، أو گوزلمه) (باللغة التركية والإنجليزية: Gözleme) هي فطائر تركية محشوة لذيذة. تُشبه أكلة المحاجب من مطبخ الجزائري. يلغب أن تكون العجين فطيرًا وليس خميرًا وتصنع فقط من الدقيق والملح والماء لكنه لا يمنع استخدام الخمير. تشبه خبز البزلمة، لكنها تدهن بالزبدة أو الزيت قليلًا على عكس البزلمة التي لا يدخل فيه الدهن. تُلف العجينة بشكل رفيع فتُملأ بطبقات مختلفة وتُغلق وتُطهى على لوح شي. قد يصنع الكزلمة أحيانًا من أوراق عجين اليُفكة المعبأة والملفوفة يدويًا.
حشوات الكُزلمة عديدة وتختلف حسب المنطقة والرغبة، وتشمل مجموعة متنوعة من اللحوم ( لحم مفروم أو لحم ضأن أومأكولات بحرية طازجة أو مدخنة أو سجق أو بسطرمة)، خضروات (سبانخ وكوسة وباذنجان وكراث وسلق وفلفل مختلف وبصل وبصل أخضر وكراث وثوم) وفطر (القوقع وكمأة) والدرنات (بطاطا ويام وفجل) وأجبان ( فيتا وجبن بياز ولواش وجكلك والقشار والقشقوان) ومثل وكذلك البيض والأعشاب والتوابل الموسمية.

## الصور

الكُزلِـمَة
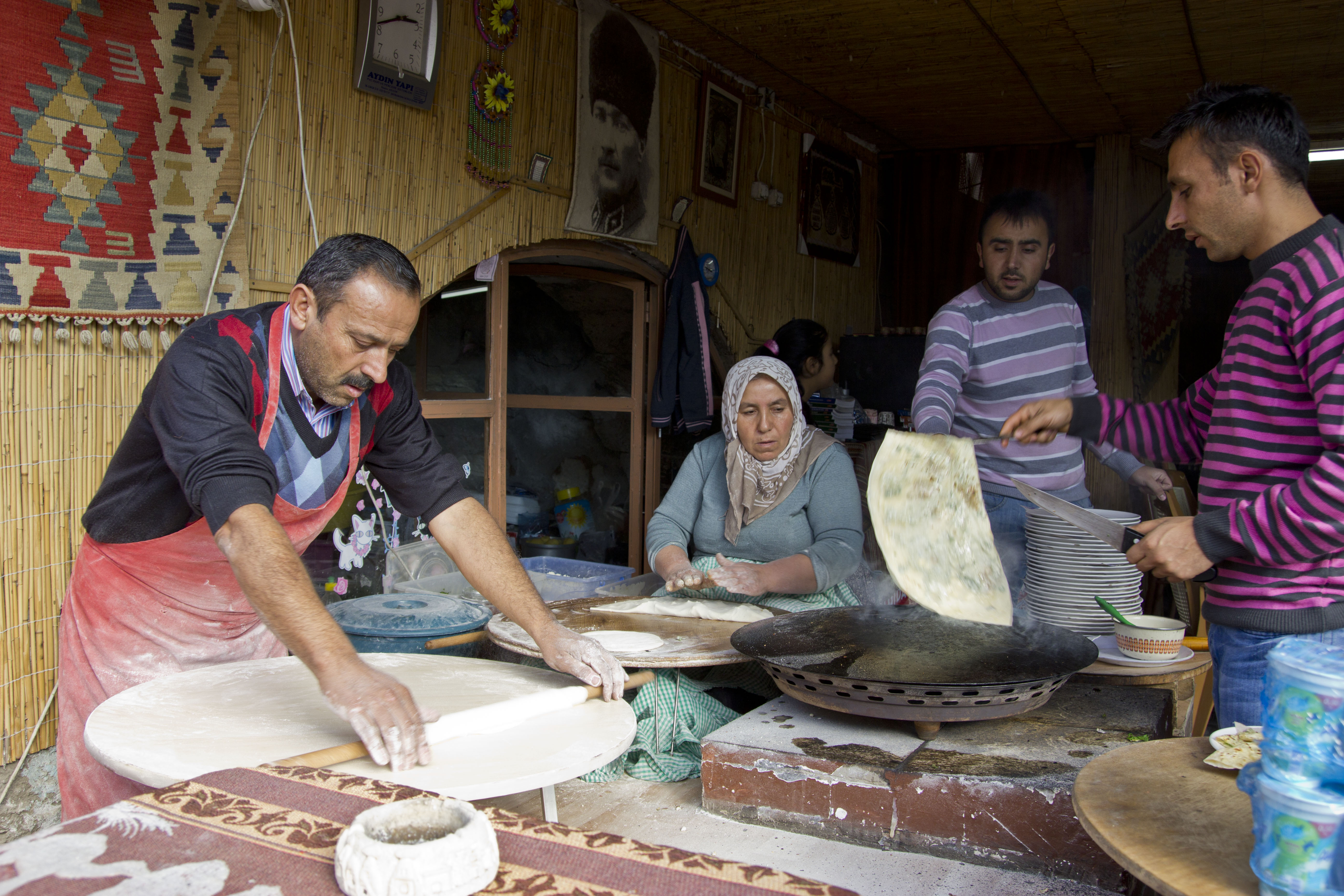
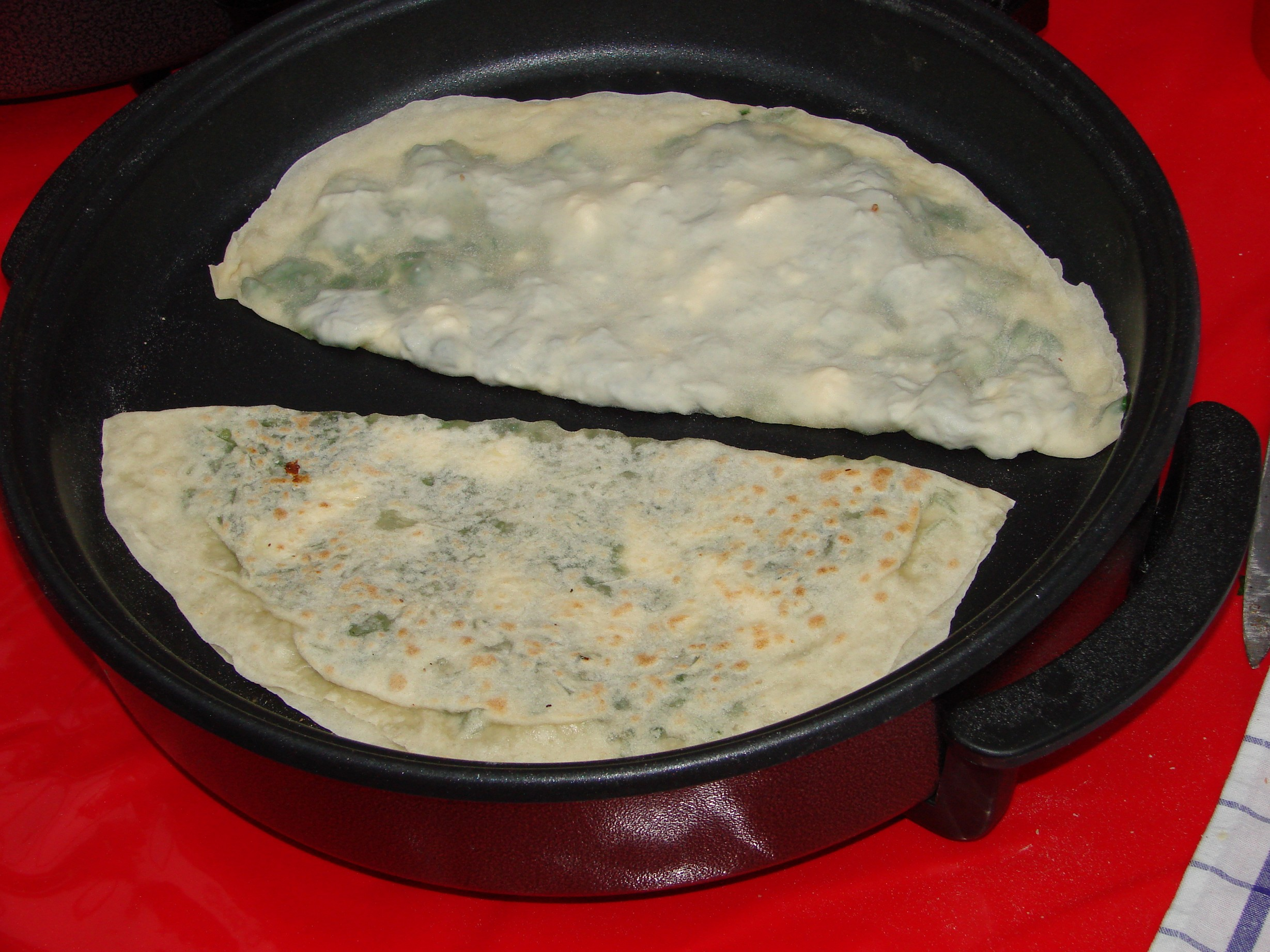
القطع المحشوة والمغلقة على لوح الشي
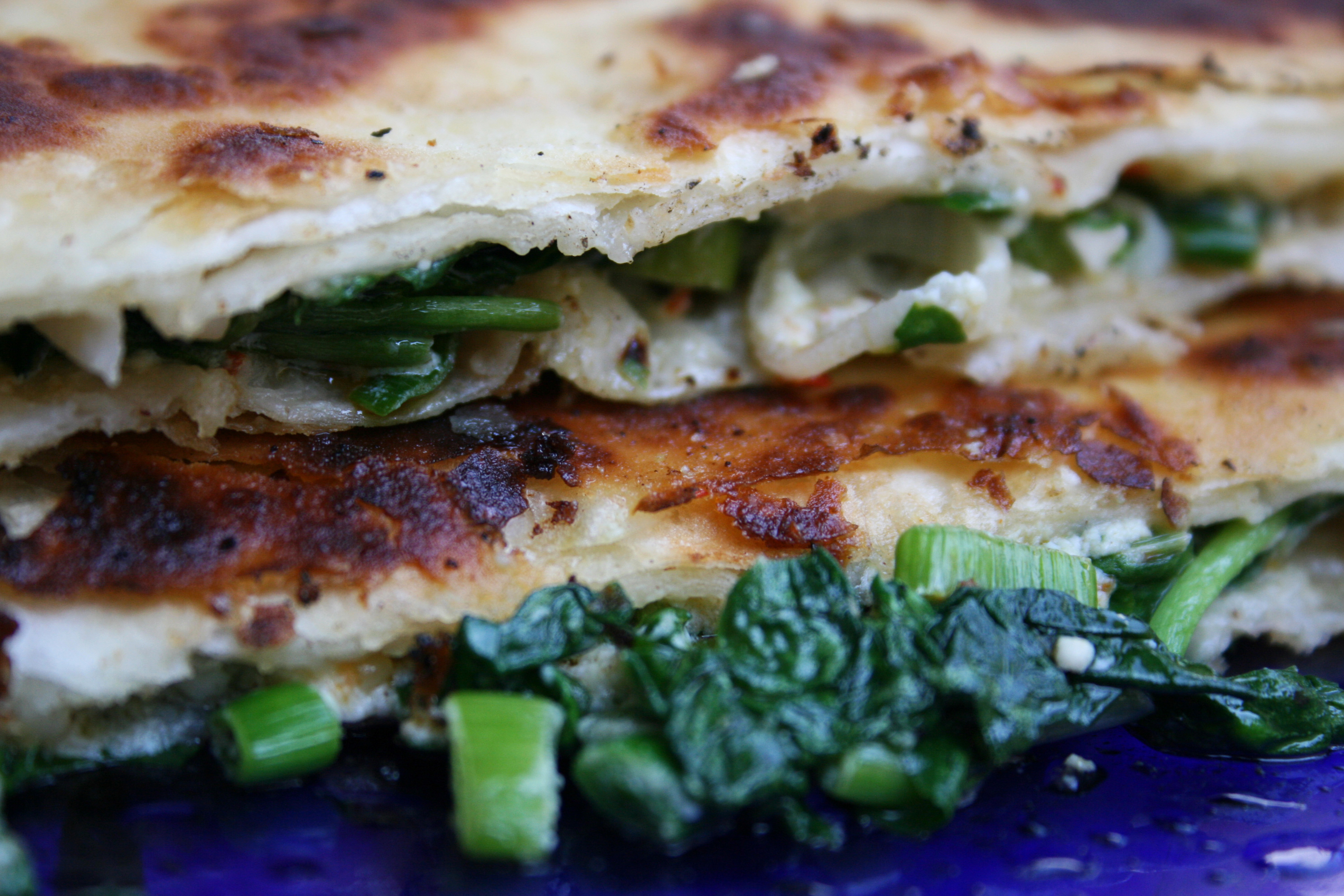
فطيرة كزلمة بحشوة الجرجير والثوم والجبن، ويُمكن أستخدام السبانخ.
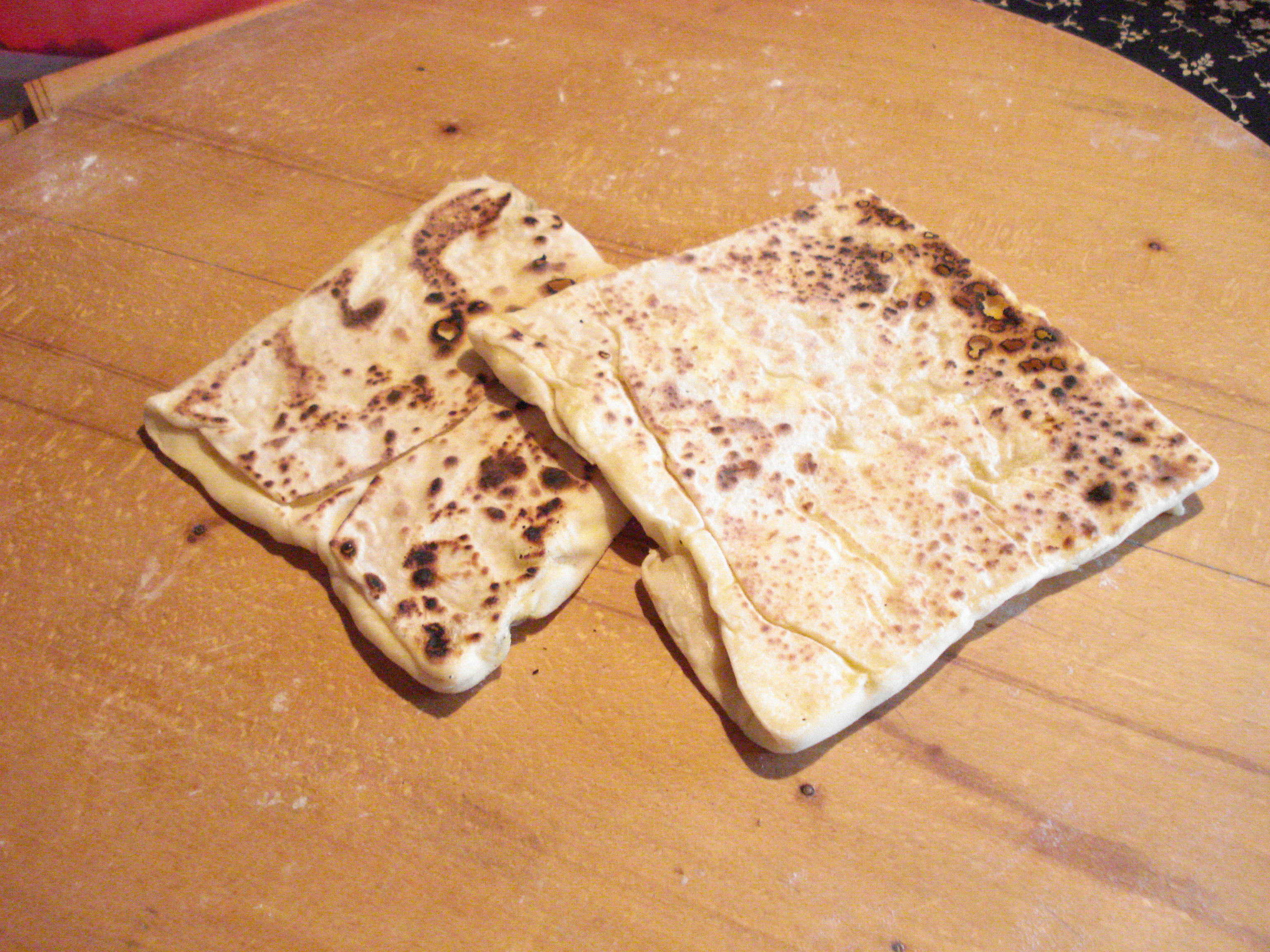
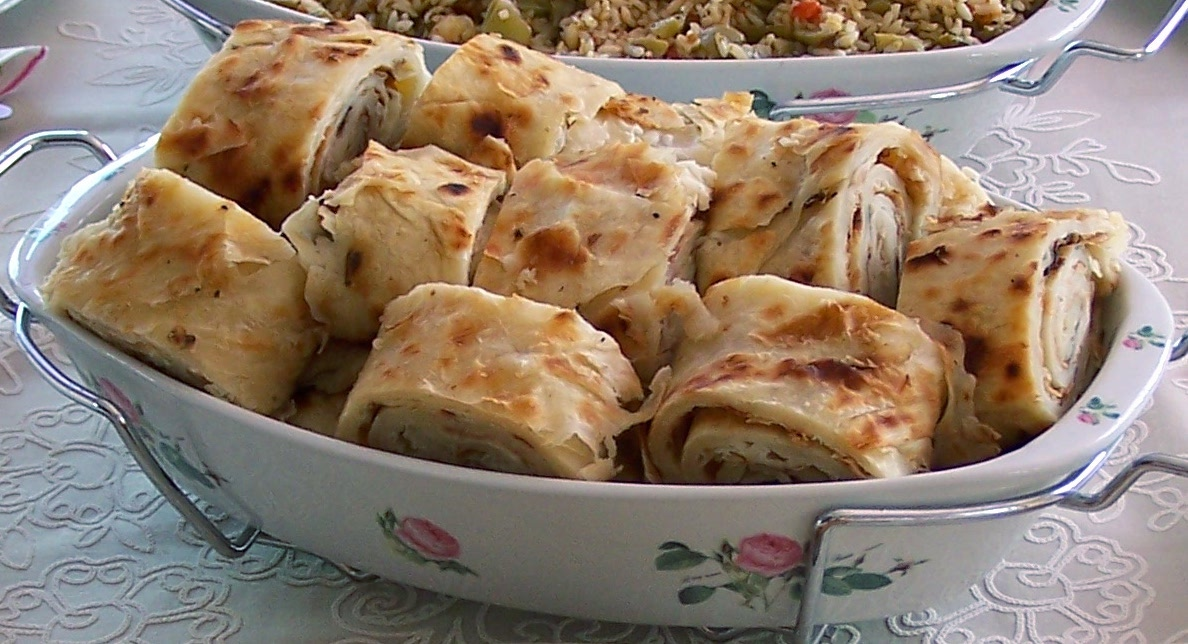
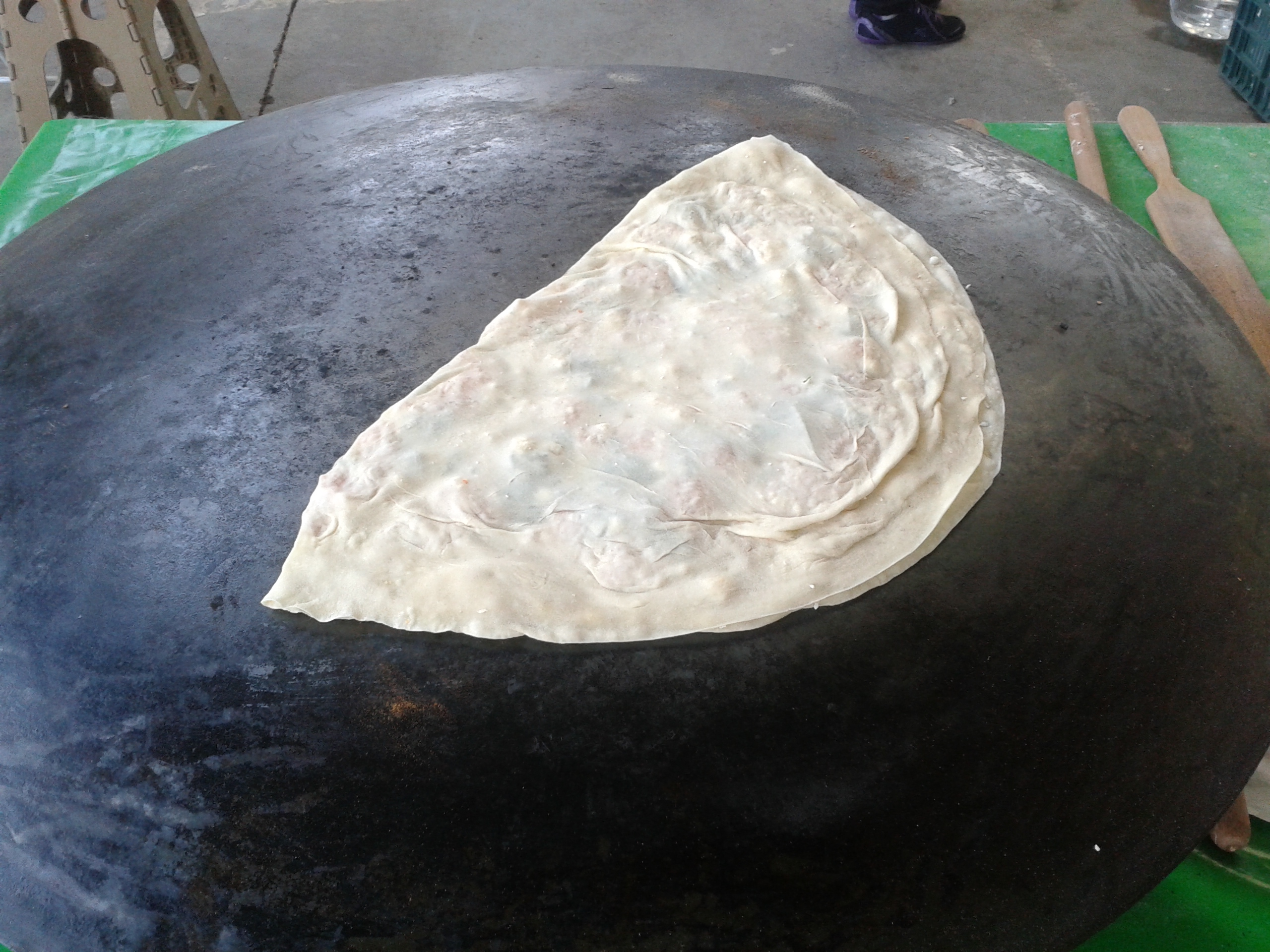
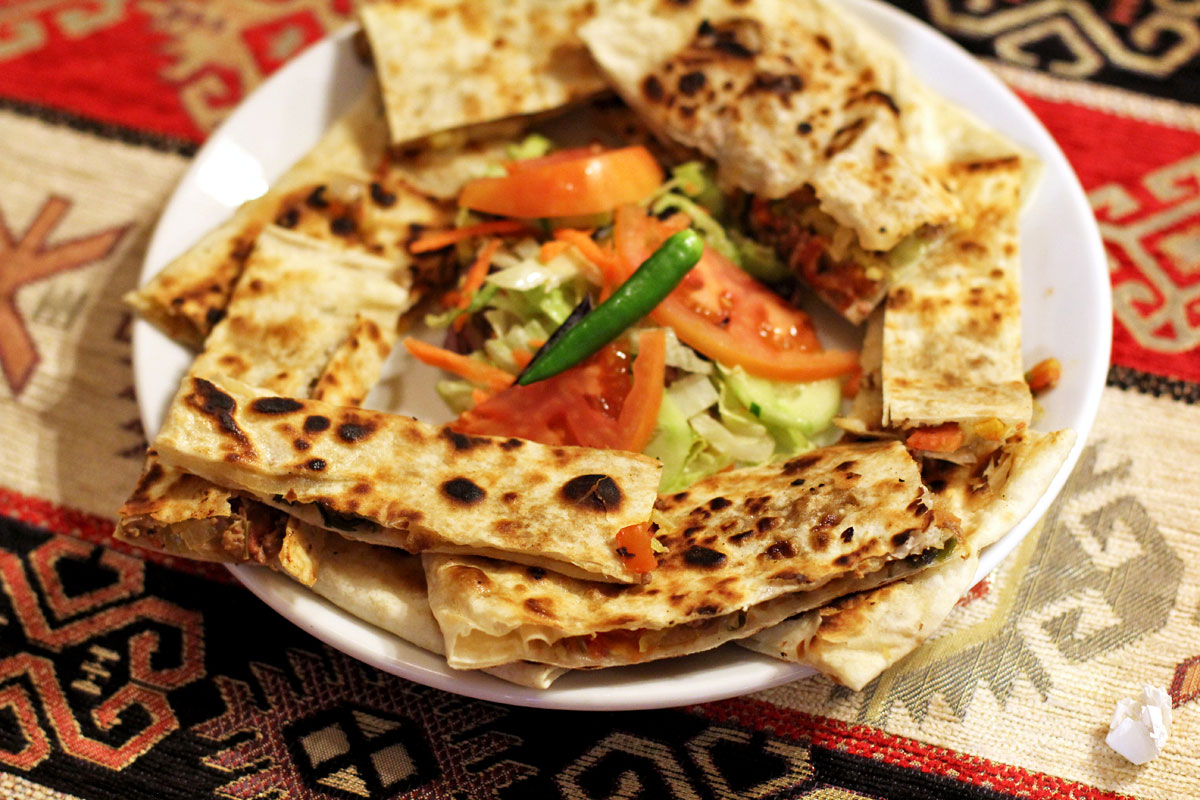
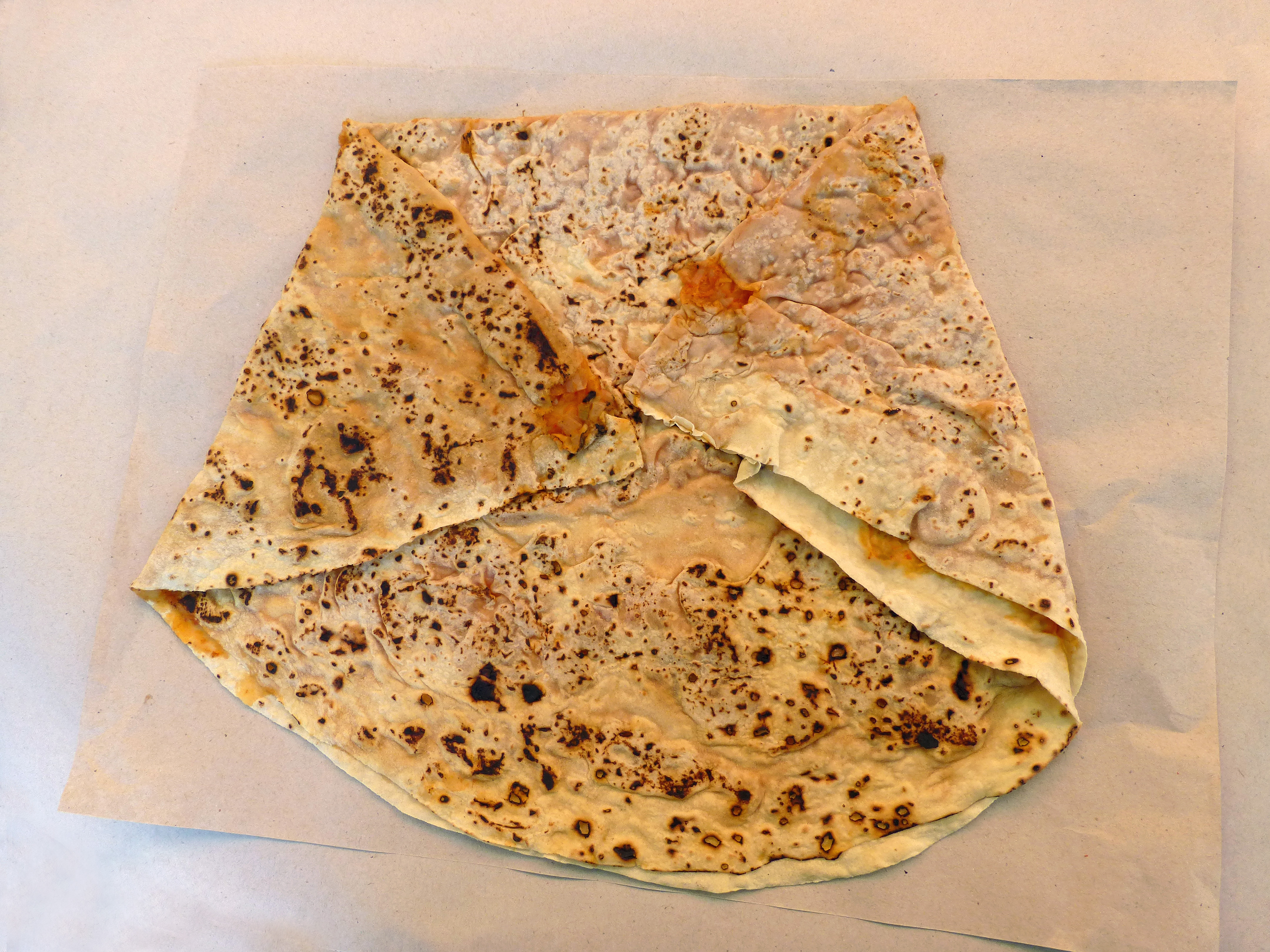